# Gerhard Lauter
Gerhard Lauter (* 9. April 1950 in Dresden; † 19. September 2022 in Leipzig) war ein Offizier der Volkspolizei und seit dem 1. Juli 1989 bis zur Wiedervereinigung Hauptabteilungsleiter für Pass- und Meldewesen im Ministerium des Innern der DDR. In dieser Funktion trug er zum Fall der Berliner Mauer am 9. November 1989 bei.

## Ausbildung und Karriere
Gerhard Lauter, der Sohn des SED-Funktionärs Hans Lauter, studierte Jura an der Karl-Marx-Universität in Leipzig. Er war in den Jahren nach 1976 Kriminalist und für den Aufbau der 9. Volkspolizei-Kompanie (Anti-Terror-Einheit) in der Deutschen Volkspolizei (DVP) zuständig. Später war er Persönlicher Referent des 1. Stellvertreters des Ministers des Inneren der DDR und Fahndungschef der DVP. 1985 wurde er Untersuchungschef der Kriminalpolizei der DDR. Zum 1. Juli 1989 übernahm er als Nachfolger von Günther Fischer die Position des Leiters der Hauptabteilung Pass- und Meldewesen im Innenministerium der DDR. Sein letzter Dienstgrad war Oberst der VP.

## Reiseregelung vom 9. November 1989
Am 8. November 1989 erhielt Lauter den Befehl von Innenminister Friedrich Dickel, einen Beschluss zur Veränderung der Situation der ständigen Ausreise von DDR-Bürgern nach der BRD über die CSSR auszuarbeiten. Die Regelung sollte an sich ausschließlich das endgültige Verlassen der DDR („ständige Ausreise“) regeln. In Vorabgesprächen mit seinen Mitarbeitern kam Lauter zu der Auffassung, dass es widersinnig sei, eine Regelung allein für die „ständige Ausreise“ zu verfassen, während demjenigen, der in der DDR bleiben möchte, Besuchsreisen verwehrt blieben.
Um die Verordnung gemeinsam mit Lauter zu verfassen, trafen am Morgen des 9. November Gotthard Hubrich (Leiter der Hauptabteilung Innere Angelegenheiten) sowie die beiden Stasi-Männer  Hans-Joachim Krüger und Udo Lemme in Lauters Dienstzimmer ein. Auf Lauters Vorschlag hin fügten sie mitten in die Regelung der „ständigen Ausreise“ den Absatz ein, der später Grundlage für den Mauerfall sein würde:

„Privatreisen nach dem Ausland können ohne Vorliegen von Voraussetzungen (Reiseanlässe und Verwandtschaftsverhältnisse) beantragt werden. Die Genehmigungen werden kurzfristig erteilt. Versagungsgründe werden nur in besonderen Ausnahmefällen angewandt.“

Das erarbeitete Papier wurde an zwei Stellen weitergereicht: an das Zentralkomitee der SED und – über das Ministerium des Inneren – an den Ministerrat der DDR. Es bestand aus drei Dokumenten: einer Presseerklärung, einer politischen Entscheidung und aus einem Entwurf einer Verordnung des Ministerrates der DDR. Nach eigenen Aussagen hoffte er, dass die Tragweite dem SED-Politbüro nicht klar werden würde. Er sah dies als einzige Möglichkeit, die DDR noch zu stabilisieren. Dem von Lauter vorgeschlagenen Beschluss sollten nach Genehmigung des SED-Politbüros per Umlaufverfahren alle 44 Minister der DDR bis 19 Uhr desselben Tages zustimmen. Bis zur Übergabe an Günter Schabowski war weder die Einspruchsfrist abgelaufen noch hatten alle Mitglieder des Ministerrats zugestimmt. Eine in der Presseerklärung enthaltene Sperrfrist bis 4 Uhr morgens des folgenden Tages befand sich als einziger Satz auf der zweiten Seite der Presseerklärung. Am 9. November 1989 verlas der neu installierte Medienbeauftragte Schabowski bei einer Pressekonferenz gegen 18:54 Uhr den ihm zuvor von Egon Krenz ohne Erläuterung übergebenen Beschluss, ohne vom Sperrvermerk Kenntnis genommen zu haben. Lauter selbst erfuhr nach einem Theaterbesuch gegen 22:00 Uhr durch seinen Sohn von der Panne der frühen Veröffentlichung, woraufhin er umgehend in das Innenministerium fuhr und dort die Nacht über Krisenmanagement betrieb.
Ohne den von Lauter initiierten ergänzenden Absatz in der Verordnung wäre der Fall der Berliner Mauer in der damaligen Form am 9. November 1989 nicht zu Stande gekommen.

## Nach der Wende
Auf dem außerordentlichen Parteitag der SED im Dezember 1989 wurde Lauter in die Schiedskommission der SED gewählt. Später war er Vorsitzender der Schiedskommission der PDS.
Beruflich war Lauter nach der Wiedervereinigung bei mehreren Wirtschaftsunternehmen beschäftigt, als Berater einer Fluggesellschaft tätig und betrieb bis 2012 gemeinsam mit seiner Frau die Anwaltskanzlei Lauter & Lauter in Leipzig, spezialisiert auf Arbeitsrecht und Sozialrecht. Er war Mitglied der Partei Die Linke in Leipzig und dort im Stadtvorstand tätig.

## Publikationen
- Chefermittler: Der oberste Fahnder der K in der DDR berichtet, 1. Auflage. Das Neue Berlin, Berlin 2012. ISBN 978-3-360-01826-7.